# Colville (Waszyngton)
Colville – miasto (city), ośrodek administracyjny hrabstwa Stevens, w północno-wschodniej części stanu Waszyngton, w Stanach Zjednoczonych, położone nad rzeką Colville. W 2010 roku miasto liczyło 4673 mieszkańców.
W 1826 roku Kompania Zatoki Hudsona założyła nieopodal placówkę handlową Fort Colville, a w 1859 roku w jej pobliżu powstał posterunek US Army o tej samej nazwie. Miasto założone zostało w 1882 roku jako town. Od 1890 roku posiada ono status city.